# Robert Christott
Robert Christott (* 5. August 1978 in Bonn) ist ein deutscher Schauspieler, Moderator und Leiter der Schauspielschule Theaterakademie Köln.

## Leben
Robert Christott studierte zwischen 1998 und 2001 Anglistik und Musikwissenschaften an der Universität zu Köln, von 2001 bis 2005 Schauspiel an der Theaterakademie Köln und seit 2008 Kultur- und Medienmanagement an der Hochschule für Musik und Theater Hamburg.
Christott ist seit März 2013 Inhaber und Schulleiter der Theaterakademie Köln. Er unterrichtet Szenen- und Rollenstudium, Erzählen, Sprechen und Schauspielgrundlagen. Darüber hinaus ist er Moderator beim Gesundheitsformat vigo TV der AOK und schreibt die Kolumne in der AOK-Mitgliederzeitung.
Unter dem Namen „DJ Vlad“ war Christott Keyboarder der Meckenheimer Death-Metal-Band „Kruschke“.

## Engagements
- Salzburger Festspiele[2]
- Lincoln Center for performing Arts New York
- Teatro dell’Opera di Roma
- Ruhrtriennale[3]
- Schauspiel Köln
- Landestheater Rheinland-Pfalz
- Deutschlandradio

## Filmografie
- 2009: Alles was zählt
- 2009: Pastewka
- 2011: Tatort – Eine bessere Welt
- 2014: Tatort: Der Eskimo